# Nematostylis anthophylla
Nematostylis anthophylla là một loài thực vật có hoa trong họ Thiến thảo. Loài này được (A.Rich. ex DC.) Baill. mô tả khoa học đầu tiên năm 1879.